# Android Pie
Android 9.0 „Pie” (nazwa kodowa P w trakcie prac rozwojowych) – dziewiąta z kolei główna wersja systemu operacyjnego Android. Został wydany 6 sierpnia 2018 roku
Według stanu na lipiec 2024 5,62% urządzeń na świecie pracuje na Androidzie 9.0 „Pie”, co stanowi obecnie 6. najczęściej używaną wersję.
W maju 2024 r. urządzenia z Androidem 9.0 „Pie” w Polsce stanowiły 4,23%, co daje obecnie 6. najczęściej używaną wersję.

## Nowości i zmiany[4][5]
- Inteligentne zarządzanie energią
- Ulepszone zaznaczanie tekstu
- Obsługa za pomocą gestów
- Cyfrowy dobrostan
- Dostęp do danych bez otwierania aplikacji
- Przewidywanie akcji
- Przycisk „Zrzut ekranu” został dodany do ustawień zasilania.
- Przeprojektowany suwak głośności.
- Zaokrąglone rogi w interfejsie.
- Wsparcie HEIF
- Funkcja Always On Display ukrywa teraz wiadomość.
- Ręczny wybór motywu.
- Przycisk przełączania klawiatury jest wyświetlany na pasku nawigacyjnym, gdy klawiatura jest aktywowana
- Zegar został przesunięty w lewo na pasku powiadomień
- „Doc” ma teraz półprzezroczyste tło.
- Ulepszona funkcja jasności adaptacyjnej, która zmienia jasność ekranu w zależności od osobistych preferencji.
- Oszczędzanie baterii nie jest już wyświetlane z pomarańczową nakładką na pasku powiadomień
- Ikona blokowania zmiany orientacji jest widoczna na pasku powiadomień.
- Nowe przejścia do przełączania między aplikacjami lub akcjami w aplikacjach.